# Boda del príncipe Alberto II de Mónaco y Charlene Wittstock
La boda real entre el príncipe Alberto II de Mónaco y Charlene Wittstock tuvo lugar los días 1 y 2 de julio de 2011 en el Palacio Grimaldi de Mónaco. La celebración fue descrita como "la mayor fiesta en Mónaco en 55 años"; en otras palabras, la más grande desde la boda de los padres de Albert, Raniero III y Grace Kelly. El príncipe Alberto y Wittstock se conocieron en el 2000 en una competición de natación celebrada en Mónaco en qué  la nadadora participó. La pareja anunció su compromiso matrimonial el 23 de junio de 2010.

## Pareja
El príncipe Alberto II es el actual Príncipe Soberano de Mónaco, tras suceder a su padre Rainiero III en abril de 2005. Charlene Wittstock nació en Rodesia (ahora Zimbabue) pero se trasladó a Sudáfrica con su familia cuando solamente tenía 11 años. Ha representado a Sudáfrica en distintas pruebas de natación, llegando a participar en los Juegos Olímpicos de Sídney del año 2000. La pareja se conoció en el Campeonato Internacional Marenostrum que tuvo lugar en Mónaco en el año 2000. La princesa se retiró de la natación profesional en 2007, tras sufrir varias lesiones.
La pareja fue vista por primera vez en 2006. Tras muchas especulaciones sobre una posible boda, anunciaron su compromiso matrimonial el 23 de junio de 2010.
Durante la semana antes de la boda, el palacio se vio obligado a desmentir diversas informaciones que apuntaban que Wittstock había intentado huir antes de la boda. El periódico semanal francés L'Express, informó que Wittstock habría intentado irse de Mónaco el martes 28 de junio, tras los rumores que señalaban que el príncipe Alberto había tenido un tercer hijo ilegítimo. El artículo afirmaba que la policía de Mónaco había interceptado a la princesa en el aeropuerto internacional de Niza-Costa Azul y que habría confiscado su pasaporte. En el comunicado emitido desde palacio, calificaron las informaciones de "rumores feos" nacidos de celos y envidias.

## Contexto
Debido a la boda, se declararon dos días de fiesta en el principado. Desde el anuncio del compromiso, los expertos aseguraron que la boda sería un punto importante para mantener a Mónaco como paraíso fiscal. Además, las autoridades monegascas convinieron en que dicho evento aumentaría el turismo en el principado.

## Detalles de la boda

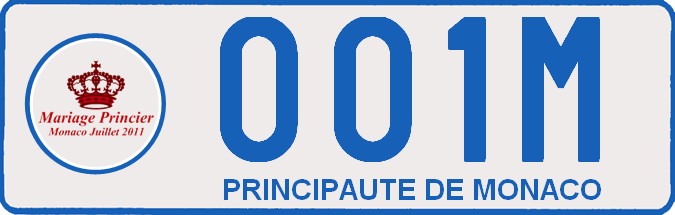
Matrícula del coche que trasladó a los novios durante las celebraciones de su boda.

- Para la ocasión, se distribuyeron unos sellos conmemorativos creados por George Shishkin.
- La firma japonesa de lujo Lexus fue la encargada de suministrar los automóviles durante la boda real.[13] Tras la ceremonia, los recién casados se trasladaron hasta la Iglesia de Santa Devota en un Lexus híbrido LS 600h L creado especialmente para la ocasión. Después, el vehículo fue expuesto en el Museo oceanográfico de la ciudad.[14]
- Los souvenirs de la boda fueron escogidos personalmente por los novios. Entre ellos se encontraban una vajilla con motivos de la ocasión, abanicos y los ya citados sellos postales, que solamente pudieron ser comprados durante el fin de semana de la boda por un precio de diez euros.[14]
- Los novios eligieron la Sala del Trono del Palacio del Príncipe de Mónaco, el mismo espacio en el que se casaron el príncipe Raniero y Grace Kelly en 1956.[15]
- En relación con los invitados a la boda, destacó la ausencia de los hijos ilegítimos del príncipe Alberto,[16] así como la no representación de la familia real española. Zarzuela alegó  el impedimento de movilidad del rey Juan Carlos tras ser sometido a una operación de rodilla.[17]

## Cronología

### Concierto
El día 30 de junio de 2011 por la noche, la pareja asistió, junto a la familia Grimaldi, al concierto de la banda Eagles en el Estadio Luis II de Mónaco. Como telonero, actuó el cantautor sudafricano Jason Hartman. Al espectáculo, de carácter gratuito, asistieron 15.000 monegascos.

### Ceremonia civil
El 1 de julio de 2011, hacia las cinco de la tarde, tuvo lugar la ceremonia civil en el Salón del Trono del Palacio del Príncipe de Mónaco. La ceremonia fue oficiada por el presidente del Consejo de Estado, Philippe Narmino; y tuvo una duración de 20 minutos. Tan solo 80 invitados presenciaron el acto, aunque diversas pantallas gigantes fueron instaladas en el exterior del Palacio para que los monegascos no se perdieran ningún detalle.
Entre los asistentes al enlace destacaba la presencia de las hermanas del novio: las princesas Carolina y Estefanía, así como los hijos de estas. También representantes del gobierno monegasco y los embajadores en Mónaco de Francia y Sudáfrica, asistieron a la ceremonia civil. Para la ocasión, el príncipe Alberto escogió como testigo a su primo Donald Christopher Le Vine, hijo de la hermana de la princesa Gracia de Mónaco. Por su parte, Charlene eligió a Donatella Knecht de Massy.
Para el enlace civil, Wittstock lució un traje de tres piezas en color azul formado por un cuerpo de encaje, una chaqueta y unos pantalones de gasa vaporosos firmados por Akris. Por su parte, el príncipe Alberto, se decantó por un tradicional traje negro.
En el momento en que fueron declarados marido y mujer, Charlene entró a formar parte de la familia Grimaldi, y recibió los mismos títulos que su ya esposo. Así pues, Charlene salió de la ceremonia convertida en Su Alteza Serenísima, la Princesa Carlina de Mónaco.
Tras la ceremonia, la pareja saludó desde el balcón del palacio a los ciudadanos y curiosos allí congregados. La familia Grimaldi y la familia Wittstock se unieron al saludo en el balcón junto a los novios. Fue entonces cuando se escuchó por primera vez el Himno a la princesa Charlene, que fue interpretado por los músicos de la Guardia de Palacio.
Como la noche anterior, tanto los recién casados como la familia, asistieron al concierto del francés Jean-Michel Jarre en el Puerto Hércules, donde se congregaron unas 100.000 personas. Paralelamente, se organizó una recepción en el hotel Hermitage para los invitados a la boda religiosa, a la que acudieron distintos representantes reales.

### Ceremonia religiosa
La ceremonia religiosa tuvo lugar al día siguiente en el patio principal del Palacio Grimaldi. Fue oficiada por el arzobispo de Mónaco, monseñor Bernard Barsi. Al contrario de la boda civil celebrada el día anterior, los novios estuvieron acompañados por 3.500 invitados, de los cuales solamente 850 entraron al interior del palacio. Como en el día anterior, pantallas gigantes fueron instaladas en el exterior del Palacio para que todo el mundo pudiese seguir la ceremonia.
La novia lució un vestido de Giorgio Armani adornado con pedrería y cristales de Swarovski y un velo de tul. Wittstock no lució joyas ni tiara; solamente decoró su recogido con un broche de diamantes. El príncipe Alberto escogió el uniforme de la guardia de palacio en su versión de verano para la ceremonia. Sobre el traje, de color crema, el príncipe lució las medallas de la Orden de San Carlos, la Orden de Grimaldi y la Orden de la Legión francesa.
A las 16:56 de la tarde, el príncipe Alberto llegó al Palacio Grimaldi; y tan solo tres minutos después hizo lo propio Charlene Wittstock, del brazo de su padre. La ceremonia empezó hacia las 17:10 horas con unas palabras en afrikáans pronunciadas por el padre Carlo Adams. Las dos sobrinas mayores del príncipe, Paulina Ducruet y Carlota Casiraghi, leyeron la primera lectura del libro de Tobías y la primera carta de San Juan respectivamente. Por su parte, las menores, Camila Gottlieb y Alejandra de Hannover fueron las encargadas de entregar las alianzas a los novios.
Después de la boda, los recién casados se dirigieron hasta la iglesia de Santa Devota donde la novia entregó su ramo de novia. Allí, ambos presenciaron una breve ceremonia oficiada por monseñor Fabrice Gallo.

## Invitados
La lista de invitados a la boda consta de realeza reinante y no reinante, otros jefes de Estado y de Gobierno, embajadores en Mónaco de varios países, empresarios, artistas, diseñadores de moda, modelos, y deportistas.
La siguiente es una lista de invitados notables que atendió la ceremonia religiosa:

### Familia Grimaldi
- La Princesa y Príncipe de Hanover, hermana mayor del novio y su marido.
  - Señor Andrea Casiraghi y señorita Tatiana Santo Domingo, el sobrino del novio y su pareja.
  - Señorita Carlota Casiraghi y señor Alex Delall, la sobrina del novio y su pareja.
  - Señor Pierre Casiraghi y señorita Beatrice Borromeo, el sobrino del novio y su pareja.
  - Princesa Alejandra de Hanover, la sobrina del novio.
- La princesa Estefanía de Mónaco, hermana menor del novio.
  - Señor Louis Ducruet, el sobrino del novio.
  - Señorita Pauline Ducruet, la sobrina del novio.
  - Señorita Camille Gottlieb, la sobrina del novio.
- Señor Christian Louis de Massy y Cecile de Massy, primo del novio y su esposa.
- Leticia de Massy de Brouwer y Thomas de Brouwer, prima del novio y su marido.
  - Brice Gelabale de Massy.
  - Antoine de Massy.
- Baronesa Elisabeth-Anne de Massy, prima del novio.
  - Barón Jean-Léonard Taubert-Natta de Massy.
    - Baroness Susanna Taubert-Natta de Massy.

  - Mélanie-Antoinette Costello de Massy.
  - Keith Sébastien de Massy y Donatella Knecht de Massy.
    - Christine Knecht de Massy.
    - Alexia Knecht de Massy.
    - Vittoria Knecht de Massy.

### Familia Wittstock
- Michael y Lynette Wittstock, padres de la novia.
  - Gareth Wittstock, hermano de la novia.
  - Sean Wittstock, hermano de la novia.

### Realeza
- El rey y la reina de Suecia.
  -  La princesa heredera de Suecia y el duque de Västergötland.
  -  El duque de Värmland.
  -  La duquesa de Hälsingland y Gästrikland.
- El rey y la reina de Bélgica.
  -  El duque y la duquesa de Brabante (actualmente reyes de los belgas).
  -  La archiduquesa y el archiduque de Austria-Este.
  -  El príncipe Lorenzo y la princesa Clara de Bélgica.
- El rey de Lesoto.
- El gran duque y la gran duquesa de Luxemburgo.
  -  El gran duque heredero de Luxemburgo.
- El príncipe heredero y la princesa heredera de Dinamarca.
- El príncipe Joaquín y la princesa Marie de Dinamarca.
- El príncipe de Orange y la princesa Máxima de los Países Bajos (actuales reyes de los Países Bajos).
- El príncipe heredero y la princesa heredera de Noruega.
- El príncipe heredero y la princesa heredera de Liechtenstein.
- El príncipe heredero de Baréin.
- El conde y la condesa de Wessex.
- El príncipe Miguel de Kent y la princesa Miguel de Kent.
- El príncipe Faisal bin Al Hussein y la princesa Sara Faisal de Jordania.
- La princesa Lalla Meryem de Marruecos.
  -  Sharifa Lalla Soukaïna Filali.
- La princesa Sirivannavari Nariratana de Tailandia.

### Aristocracia y realeza no reinante
- La Emperatriz de Irán.
- La gran duquesa de Rusia.
  -  El gran duque heredero de Rusia.
- El príncipe y la princesa de Prusia.
- El príncipe heredero y la princesa heredera de Serbia.
- El príncipe y la princesa de Nápoles.
  -  El príncipe y la princesa de Venecia.
- La princesa heredera (actual reina titular) y el príncipe Radu de Rumanía.
- El duque y la duquesa de Anjou.
- El conde y la condesa de París.
- El duque y la duquesa de Braganza.
- El duque y la duquesa de Castro.
- El marqués y la marquesa de Baden.
  -  El príncipe heredero y la princesa heredera de Baden.
- El Landgrave de Hesse.
- El Aga Khan.
- El príncipe Leopoldo y la princesa Úrsula de Baviera.
- El príncipe Cristián de Hannover.
- La princesa Virginia de Fürstenberg.

### Mandatarios y diplomacia
- George Abela, presidente de Malta de 2009 a 2014.
- Salma Ahmed, embajadora de Kenia en Mónaco y Francia.
- Angelino Alfano, ministro de justicia de Italia de 2008 a 2011.
- María Luisa Berti y Filippo Tamagnini, capitanes regentes de San Marino en 2011.
- Constantin Chalastanis, embajador de Grecia en Mónaco y Francia.
- Mirko Galic, embajador de Croacia en Mónaco y Francia.
- Francisco Guillermo Flores Pérez, presidente de El Salvador de 1999 a 2004.
- Kornelios Korneliou, embajador de Chipre en Mónaco y Francia.
- Ulrich Lehner, embajador de Suiza en Mónaco y Francia.
- Marc Lortie, embajador de Canadá en Mónaco y Francia de 2007 a 2012.
- Lejeune Mbella Mbella, embajador de Camerún en Mónaco y Francia de 2006 a 2015.
- Mary McAleese, presidenta de Irlanda de 1997 a 2011.
- Tomasz Orlowski,  embajador de Polonia en Mónaco y Francia de 2007 a 2014.
- Jeff Radebe, ministro de justicia de Sudáfrica de 2009 a 2014.
- Ólafur Ragnar Grímsson, presidente de Islandia de 1996 a 2016.
- Charles Rivkin, embajador de Estados Unidos en Mónaco y Francia de 2009 a 2013.
- Nicolas Sarkozy, presidente de Francia de 2007 a 2012.
- Missoum Sbih, embajador de Algeria en Mónaco y Francia.
- Pál Schmitt, presidente de Hungría de 2010 a 2012.
- Veronika Stabej, embajadora de Eslovenia en Mónaco y Francia.
- Michel Suleiman, presidente de Líbano de 2008 a 2012.
- Karlheinz Töchterle, ministro de ciencia e investigación de Austria.
- Viraphand Vacharathit, embajadora de Tailandia en Mónaco y Francia.
- Marthinus Van Schalkwyk, ministro de turismo de Sudáfrica de 2009 a 2014.
- Christian Wulff, presidente de la República Federal de Alemania de 2010 a 2012.